# Некрополь Гизы

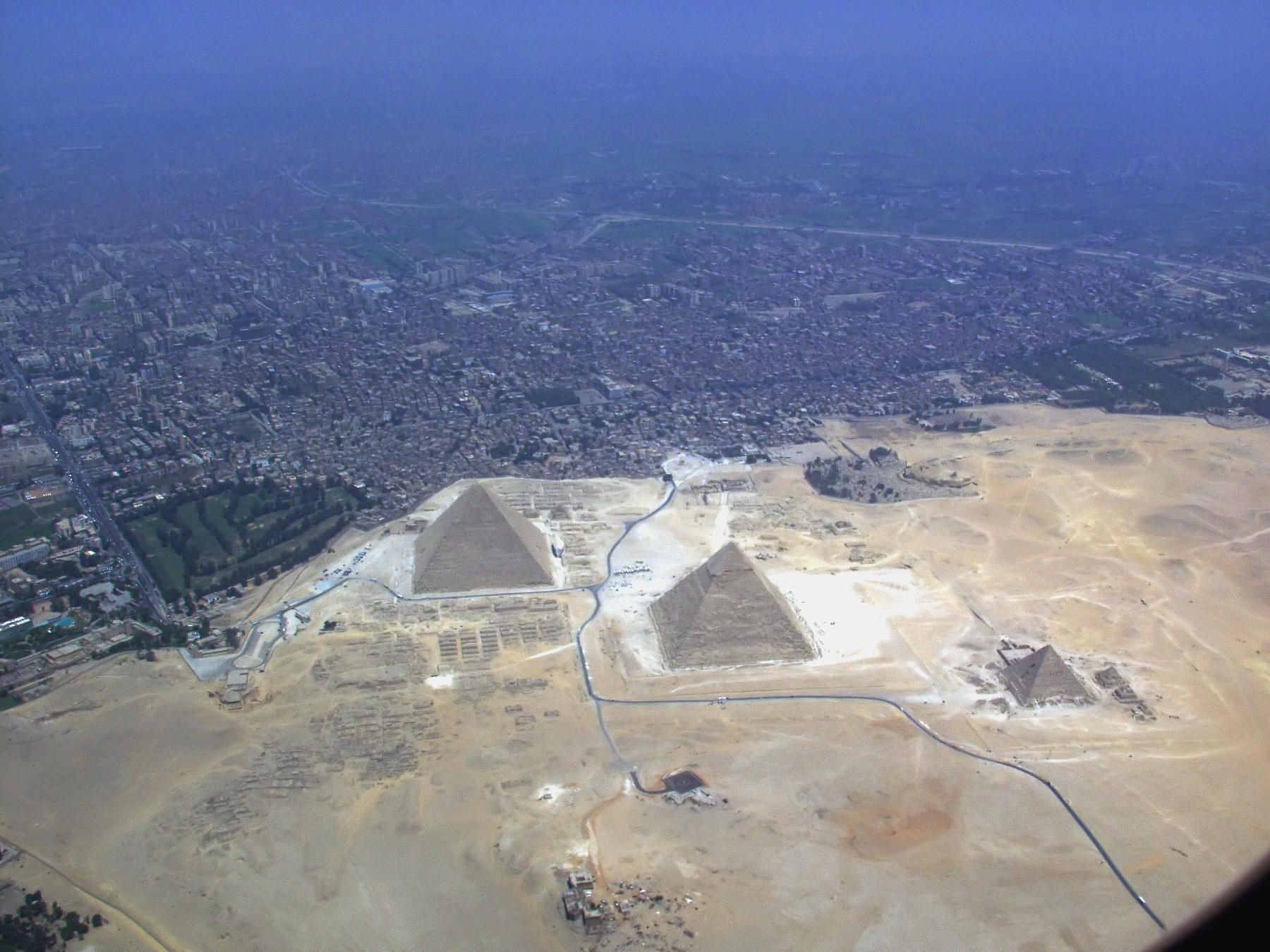
Общий вид комплекса с воздуха

Некрополь Гизы (также «Гизехский некрополь») — древнеегипетский некрополь, один из крупнейших некрополей Древнего царства, располагающийся близ столицы Древнего царства Мемфиса (ныне пригород Каира). Вместе с некрополями Саккары, Дахшура, Абусира, развалинами самого Мемфиса и рядом других сооружений некрополь Гизы был включен в 1979 году ЮНЕСКО в список объектов Всемирного наследия. Является одним из популярнейших мест туристической отрасли.
Основу комплекса составляют три большие пирамиды (Хеопса, Хефрена и Микерина), а также в комплекс входит скульптура Большого Сфинкса, малые пирамиды, храмы, большое количество мастаба и прочих сооружений. Некрополь служил местом погребения египетской знати II-VI династий. Всемирно известный памятник архитектуры создавался на протяжении нескольких столетий, в него входят 5 кладбищ (общее количество могил более 7 тысяч). Начиная с 19 века, является постоянным местом археологических работ, в ходе которых были обнаружены многочисленные предметы заупокойного культа, орудия труда, оружие и предметы домашнего обихода, а также множество предметов искусства и прикладного творчества. Исследования некрополя предоставили богатейший материал об истории Древнего Египта, его искусстве и развитии технологий в период около 2800 — около 2250 до н. э. Некрополь Гизы является одним из известнейших в мире мест археологических раскопок.
Некоторыми источниками комплекс больших пирамид выделяется отдельно от некрополя, к которому относят оставшиеся небольшие пирамиды и гробницы-мастаба, расположенные на плато Гизa.

## Карта плато Гиза
|  | 1. Пирамида Хеопса 2. Пирамида Хефрена 3. Пирамида Микерина 4. Погребальный храм Хефрена 5. Погребальный храм 6. Пирамида-спутник 7. Храм Хефрена в долине 8. Храм Микерина в долине 9. Гробница царицы Хетепхерес I 10. Пирамида Хенткаус I 11. Пирамиды цариц 12. Мастабы 13. Большой Сфинкс 14. Храм Сфинкса 15. Гробница Хемиуна 16. Центр изучения пирамид 17. Билетная касса | 18. Ямы, в которых найдены Солнечные лодки 19. Новая дорога 20. Гробницы, высеченные в скале 21. Деревня ремесленников 22. Каир 23. Деревня Назлет-эль-Самман 24. Погребальная дорога 25. Каменоломня Микерина 26. Современное кладбище 27. К югу — гробницы, вырубленные в скальной породе 28. Стена ограды 29. Мастабы и гробницы, вырубленные в скальной породе 30. Западное кладбище 31. Восточное кладбище 32. Зона мастаб в центре и гробницы, вырубленные в скале |

## Пирамиды некрополя
Пирамиды формируют центр композиции некрополя с пирамидой Хеопса во главе. Последовательность правления фараонов задала как порядок расположения пирамид, так и определила всю хронологию возведения некрополя в целом.

### Пирамида Хеопса (Хуфу)
В комплекс пирамиды Хеопса входит Храм долины, который в настоящее время погребён под селением Назлет эль-Самман (№ 23 на схеме); были обнаружены базальтовые дороги и стены из нуммулитного известняка, однако раскопки никогда не проводились. Храм долины соединялся с погребальной дорогой, которая значительно пострадала во время строительства поселения. Погребальная дорога вела в погребальный храм Хеопса, от которого в настоящее время остались только базальтовые плиты основания. Храм соединялся с самой пирамидой. Рядом с пирамидой Хеопса также расположены три маленькие пирамиды цариц и пять хранилищ с солнечными лодками.

### Пирамида Хефрена (Хафра)
Комплекс пирамиды Хефрена состоит из храма Хефрена в долине, погребального пути, погребального храма Хефрена и самой пирамиды. В храме долины находятся несколько статуй Хефрена. Некоторые из них были найдены в 1860 году Огюстом Мариетом в колодце, расположенном в полу. Другие обнаружены в ходе раскопок Сиглина, Юнкера Рейснера и Хассана. Комплекс имеет пять ям для лодок и дочернюю пирамиду со статуей Ка (англ. Ka statue). Пирамида Хефрена кажется больше пирамиды Хеопса, так как расположена выше последней и, в придачу, имеет уцелевшую острую верхушку. На самом деле она меньше как по высоте, так и по объёму.

### Пирамида Микерина (Менкаура)
Комплекс пирамиды Микерина состоит из храма в долине, погребального пути, погребального храма и пирамиды. Во времена 5-й династии храм в долине был достроен сверху ещё одним уровнем. И в храме долины и в погребальном храме находится несколько статуй Микерина. Возле пирамиды Микерина находятся три небольшие пирамиды цариц. По сравнению с остальными большими пирамидами, пирамида Микерина лишилась всей своей облицовки целиком.

## Комплекс Большого Сфинкса

Большой Сфинкс, Храм Сфинкса и храм Хефрена. План

Сфинкс был построен во время правления Хефрена Между его лапами изначально располагался небольшой храм, который был разрушен впоследствии. Время сооружения Сфинкса и кого именно он изображает всегда были предметом споров.

## Гробницы
Гробницы некрополя расположены вокруг трёх основных пирамид. Западное (№ 30 на схеме), восточное (№ 31) кладбища относятся к пирамиде Хеопса. К ней же относится ряд из примерно 12 мастаб с юга (№ 12) и гробницы, высеченные в скале (№ 20).

### Восточные гробницы
Восточные гробницы уступают по размеру западным, но ценность заключается в том, что на этом кладбище покоятся наиболее важные представители семейства Хеопса. Восточные гробницы расположены к востоку от пирамиды Хеопса и включают кладбище G 7000. Здесь захоронены некоторые члены семьи Хуфу, а также жрецы V—VI династий. Сохранилось около 40 мастаб. Сейчас они труднодоступны, а находки, сделанные в них, хранятся в запасниках Египетского музея в Каире.
| Номер могилы | Чья могила                                                        | Примечания                                      |
| ------------ | ----------------------------------------------------------------- | ----------------------------------------------- |
| G 7000 X     | Царица Хетепхерес                                                 | Мать Хуфу                                       |
| G 7010       | Принцесса Неферткау I (англ. Nefertkau I)                         | Дочь Снофру, сестра Хуфу                        |
| G 7060       | Нефермат I (англ. Nefermaat)                                      | Сын Неферткау I и визиря Хафры                  |
| G 7070       | Снефекурухаф (англ. Sneferukhaf)                                  | Сын Нефермат II (англ. Nefermaat II)            |
| G 7110-7120  | Каваб (англ. Kawab) и Хетепхерес II                               | Старший сын Хуфу, дочь Хуфу                     |
| G 7130-7140  | Хуфухаф I (англ. Khufukhaf I) и Неферткау II (англ. Nefertkau II) | Сын Хуфу и его жена                             |
| G 7210-7220  | Джедефхор                                                         | Сын Хуфу и Мересанх I (англ. Meritites I)       |
| G 7350       | Хетепхерес II (предположительно)                                  | Жена Каваб и последняя жена Джедефра            |
| G 7410-7420  | Мересанх II (англ. Meresankh II) и Хорбаеф (англ. Horbaef)        |                                                 |
| G 7430-7440  | Минкхаф I (англ. Minkhaf I)                                       | Сын Хуфу, визирь Хафры                          |
| G 7510       | Анкхаф                                                            | Сын Снофру и визирь Хафры                       |
| G 7530-7540  | Мересанх III                                                      | Дочь Каваб и Хетепхерес II, жена Хафры          |
| G 7550       | Дуаенхор (англ. Duaenhor)                                         | Возможно, сын Каваб и, таким образом, внук Хуфу |
| G 7560       | Акхетхетеп (англ. Akhethetep) и Мересанх II (англ. Meritites II)  | Мересанх — дочь Хуфу                            |
| G 7660       | Камсехем (англ. Kaemsekhem)                                       | Сын Каваб, внук Хуфу                            |
| G7760        | Минджедеф (англ. Mindjedef)                                       | Сын Каваба, внук Хуфу, служил казначеем         |
| G 7810       | Джати (англ. Djaty)                                               | Сын королевы Мересанх II                        |

### Западные гробницы

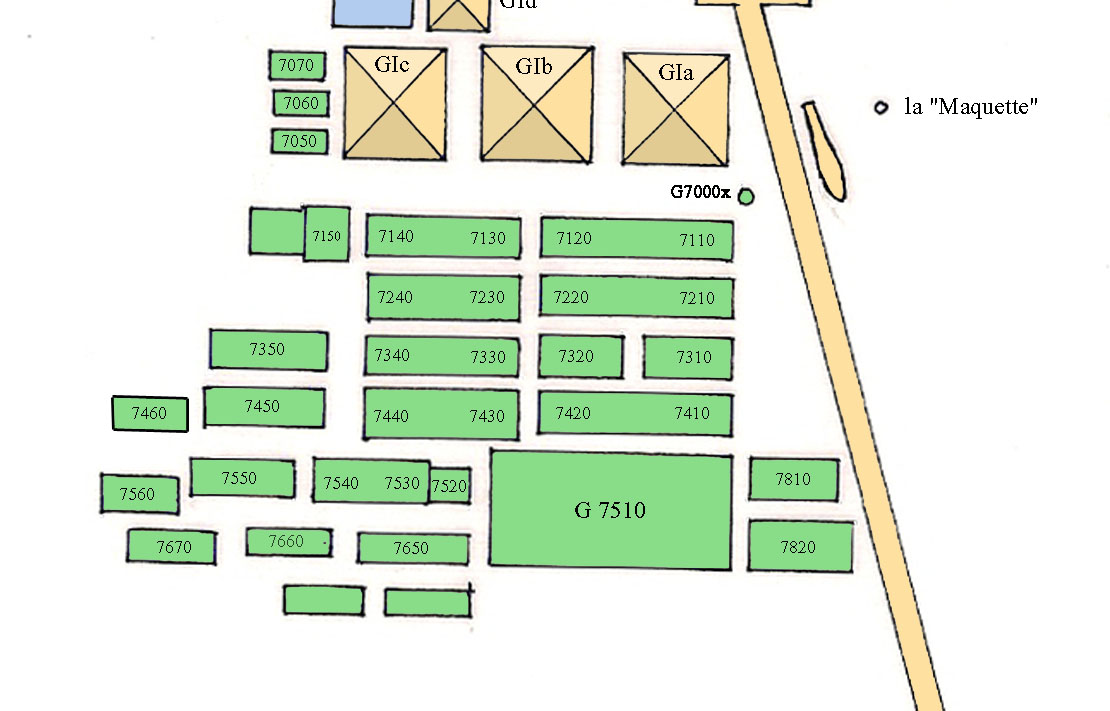
План восточных гробниц

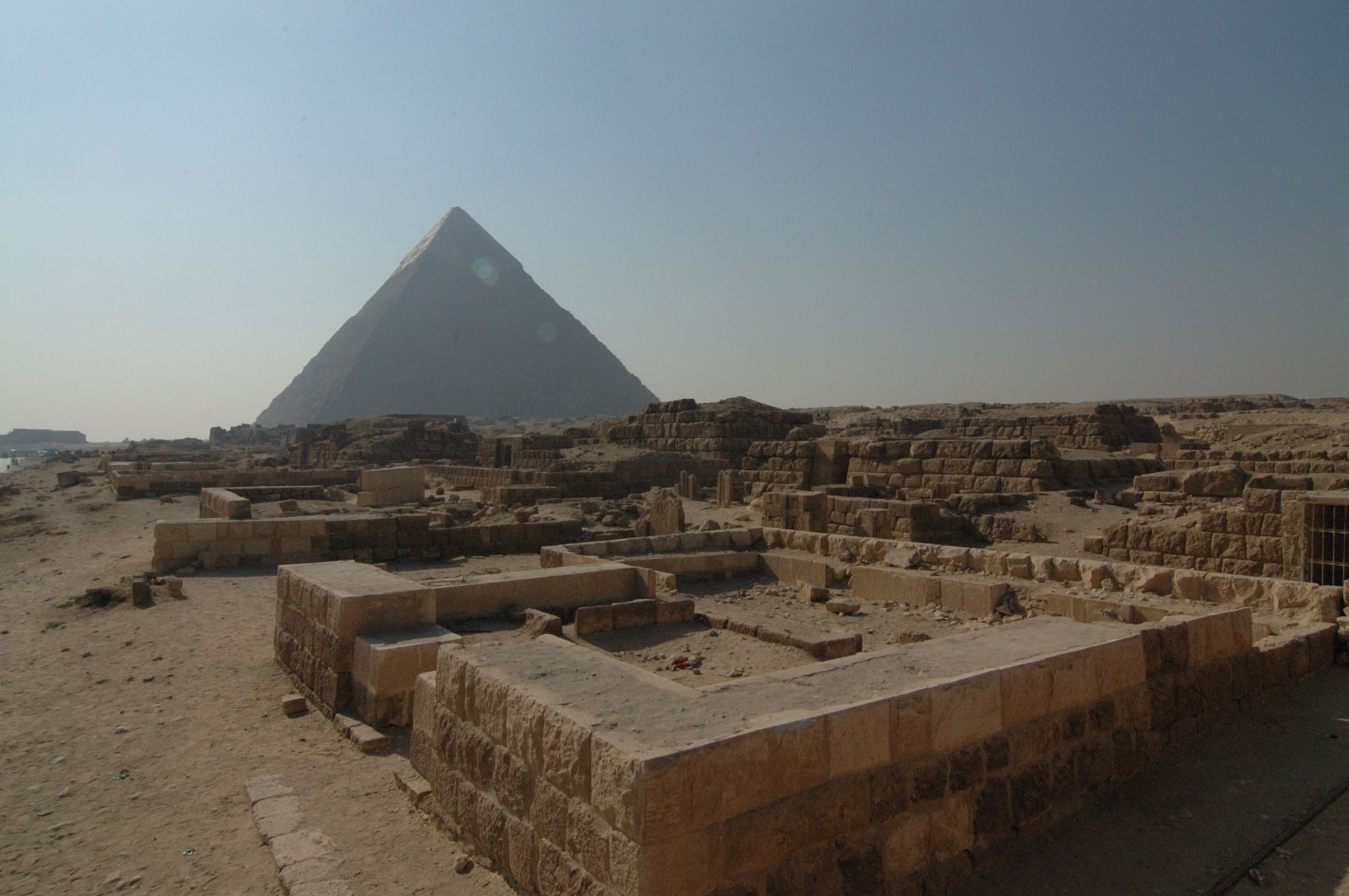
Западные гробницы (вид на пирамиду Хефрена)

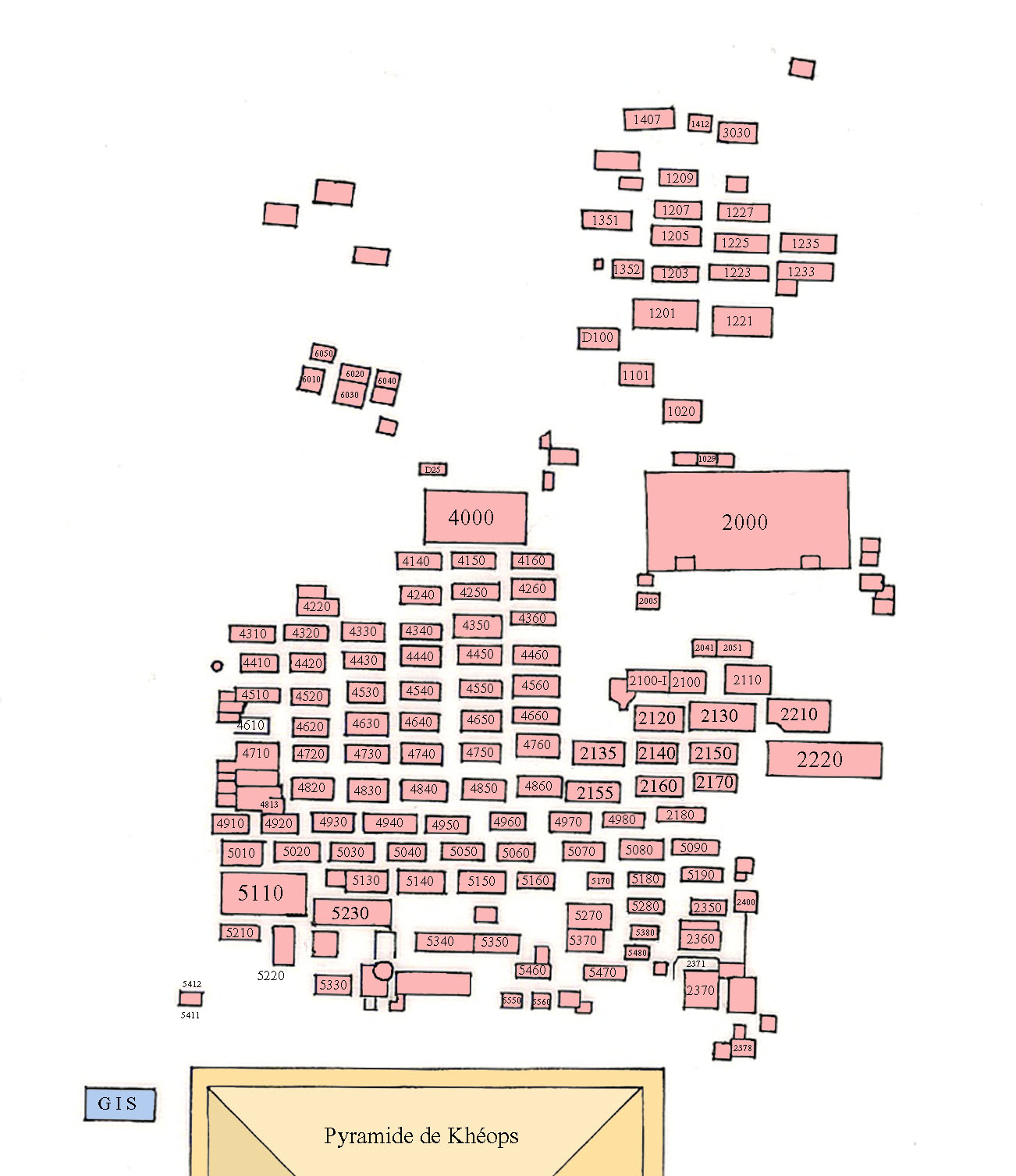
План западных гробниц

Западные гробницы содержат более 100 мастаб, относящихся к периоду IV—VI династий. Некоторые из них названы по номерам мастаб, некоторые — по именам археологов, их исследовавших.
| Гробницы                    | Период                            | Раскопки                         | Примечания                                                                          |
| --------------------------- | --------------------------------- | -------------------------------- | ----------------------------------------------------------------------------------- |
| Раскопки Абу Бакра          | 4-я и 5-я династии                | (1949-53)                        |                                                                                     |
| Гробница G 1000             | 5-я и 6-я династии                | Рейснер (1903-05)                | Каменные мастабы                                                                    |
| Гробница G 1100             | 5-я и 6-я династии                | Рейснер (1903-05)                | Кирпичные мастабы                                                                   |
| Гробница G 1200             | Главным образом 4-я династия      | Рейснер (1903-05)                | Здесь похоронены некоторые члены семьи Хуфу                                         |
| Гробница G 1300             | 5-я и 6-я династии                | Рейснер (1903-05)                | Кирпичные мастабы                                                                   |
| Гробница G 1400             | 5-я династия или позднее          | Рейснер (1903-05)                | Два предсказателя, служившие у Хуфу                                                 |
| Гробница G 1500             |                                   | Рейснер (1931?)                  | Только одна мастаба (G 1601)                                                        |
| Гробница G 1600             | 5-я династия или позднее          | Рейснер (1931)                   | Два предсказателя, служившие у Хуфу                                                 |
| Гробница G 1900             |                                   | Рейснер (1931)                   | Только одна мастаба (G 1903)                                                        |
| Гробница G 2000             |                                   | 5-я и 6-я династии               | Рейснер (1905-06)                                                                   |
| Гробница G 2100             | 4-я и 5-я династии или позднее    | Рейснер (1931)                   | G 2100 принадлежит Мерибу, внуку правителя, а G2101 королевской дочери 5-й династии |
| Гробница G 2200             | Конец 4-й или начало 5-й династии | Рейснер ?                        | Мастаба G 2220                                                                      |
| Гробница G 2300             | 5-я и 6-я династии                | Рейснер (1911-13)                | Включает мастабу визиря Сенеджемиба-Инти и его семьи                                |
| Гробница G 2400             | 5-я и 6-я династии                | Рейснер (1911-13)                |                                                                                     |
| Гробница G 2500             |                                   | Рейснер                          |                                                                                     |
| Гробница G 3000             | 6-я династия                      | Фишер и Экли Кейс младший (1915) |                                                                                     |
| Гробница G 4000             | 4-я династия и позднее            | Юнкер и Рейснер (1931)           | Включает гробницу визиря Хемиуна                                                    |
| Гробница G 6000             | 5-я династия                      | Рейснер (1925-26)                |                                                                                     |
| Junker Cemetery (West)      | Позднее Древнее царство           | Юнкер (1926-27)                  | Включает мастабу карлика Сенеба                                                     |
| Гробница Штайндорфа         | 5-я и 6-я династии                | Георг Штайндорф (1903-07)        |                                                                                     |
| Гробница Юнкера (Восточная) | Поздний период Древнего царства   | Юнкер                            |                                                                                     |

### Южные гробницы
Захоронения южных гробниц датируются периодами правления II—III династий и V—VI династий. Сохранилось более 10 мастаб. Сейчас они труднодоступны, а находки, сделанные в них, хранятся в запасниках Египетского музея в Каире.

### Центральные гробницы
Включают захоронения некоторых членов царской семьи. Датируются IV и V династиями и позже.
| Номер могилы   | Чья могила                             | Примечания                                              |
| -------------- | -------------------------------------- | ------------------------------------------------------- |
| G 8172 (LG 86) | Небемакхет (англ. Nebemakhet)          | Сын Хафры, служил визирем                               |
| G 8158 (LG 87) | Никаур (англ. Nikaure)                 | Сын Хафры и Персенет (англ. Persenet), служил визирем   |
| G 8156 (LG 88) | Персенет (англ. Persenet)              | Жена Хафры                                              |
| G 8154 (LG 89) | Секхемкар (англ. Sekhemkare)           | Сын Хафры и Хекенухеждет (англ. Hekenuhedjet)           |
| G 8140         | Niuserre                               | Сын Хафры, визирь 5 династии                            |
| G 8130         | Niankhre                               | Королевский сын, предположительно 5 династия            |
| G 8080 (LG 92) | Iunmin                                 | Королевский сын, конец 4 династии                       |
| G 8260         | Babaef                                 | Сын Хафры, конец 4 династии                             |
| G 8466         | Iunre                                  | Сын Хафры, конец 4 династии                             |
| G 8464         | Хеметре (англ. Hemetre)                | Вероятно, дочь Хафры, конец 4 династии либо 5 династия  |
| G 8460         | Анкхмар (англ. Ankhmare)               | Королевский сын и визирь, конец 4 династии              |
| G 8530         | Рекхетре (англ. Rekhetre)              | Дочь Хафры и королевы, конец 4 династии либо 5 династия |
| G 8408         | Бунефер (англ. Bunefer)                | Королевская дочь и королева, конец 4 династии           |
| G 8978         | Хамерернебти I (англ. Khamerernebty I) | Королевская дочь и королева, вторая половина 4 династии |

### Гробницы строителей пирамиды
В 1990 году захоронения строителей пирамиды были обнаружены поодаль пирамид. Ещё одно захоронение было найдено неподалёку в 2009 году. Тела не были мумифицированы, однако к ним были приложены пиво и хлеб для поддержки их в загробной жизни. Близость могил к пирамидам и способ захоронения позволили выдвинуть теорию, что это были вольнонаёмные труженики, которые получили весомое признание своих заслуг по строительству, а не рабы, как считалось поначалу. Распространённое мнение, что пирамиды строились рабами, получило широкое распространение благодаря голливудским фильмам, которые основывались на известной позиции археологов и антропологов, что без использования принудительного труда возведения подобных сооружений было невозможно. Свидетельства из раскопок показывают, что для строительства пирамиды потребовалось 10 тысяч рабочих, трудящихся трёхмесячными вахтами в течение 30 лет. Судя по всему, большинство рабочих происходило из бедных семей. Для содержания такого большого количества людей ежедневно поставлялись 23 овцы и 21 голова крупного рогатого скота. На ответственные места фараон нанимал опытных специалистов — архитекторов, каменщиков, работников по металлу, плотников.

## Посёлок строителей
Работы по добыче камня, перемещению тяжёлых блоков, установке их на место, огромный объём каменотёсных работ, — всё это требовало большого количества рабочей силы. В строительстве пирамид могло принимать участие до нескольких тысяч профессиональных мастеров, подмастерьев и подсобных рабочих. Также были необходимы пекари, плотники, доставщики воды и прочий обслуживающий персонал. Факт постройки столь грандиозных сооружений как пирамиды всегда служил поводом для споров, как именно они были построены, сколько требовалось людей для их сооружения. Когда греческий историк Геродот посетил Гизу в 450 году до н. э. один из египетских священников сказал ему, что «для строительства пирамиды Хеопса потребовалось 400 тысяч человек, которые работали в течение 20 лет, при этом в каждую трёхмесячную смену работало до 100 тысяч человек одновременно». Археологические данные дают оценку, что для строительства пирамиды требовалось 10 тысяч рабочих, трудящихся по трёхмесячным сменам в течение около 30 лет.
Комплекс пирамид окружён большой каменной стеной, за которой археолог Марк Ленер и его команда нашли городок, где жили строители пирамид. Этот городок был расположен на юго-востоке от комплексов пирамиды Менкаура (Микерина) и пирамиды Хафра (Хефрена). Среди раскопок городка были найдены общежития для ночлега, пекарни, пивоваренные дома и кухни. Данные свидетельствуют о том, что основой питания рабочих являлись хлеб, говядина и рыба. Также были обнаружены здания больницы и кладбище (некоторые из скелетов, найденных на кладбище, имеют характерные признаками производственных травм). Рабочий посёлок датируется серединой 4 династии (2530—2472 года до н. э.). Согласно Марку Ленеру «развитие этого жилого комплекса произошло, должно быть, весьма быстро. Строительство всех сооружений заняло от 35 до 50 лет, что соответствует периоду времени правления Хафры и Менкаура, создателей второй и третьей пирамиды Гизы». Без использования данных радиоуглеродного анализа, изучая остатки керамических изделий, оттиски печатей и стратиграфические особенности местности, команда Ленера приходит к заключению, что «выстраивающая картина этого одного из самых ранних в мире поселений с городской планировкой определённо относит его ко времени правления двух строителей пирамид: Хафры (2520—2494 года до н. э.) и Менкаура (2490—2472 года до н. э.)».

## Поздние постройки и дальнейшая судьба

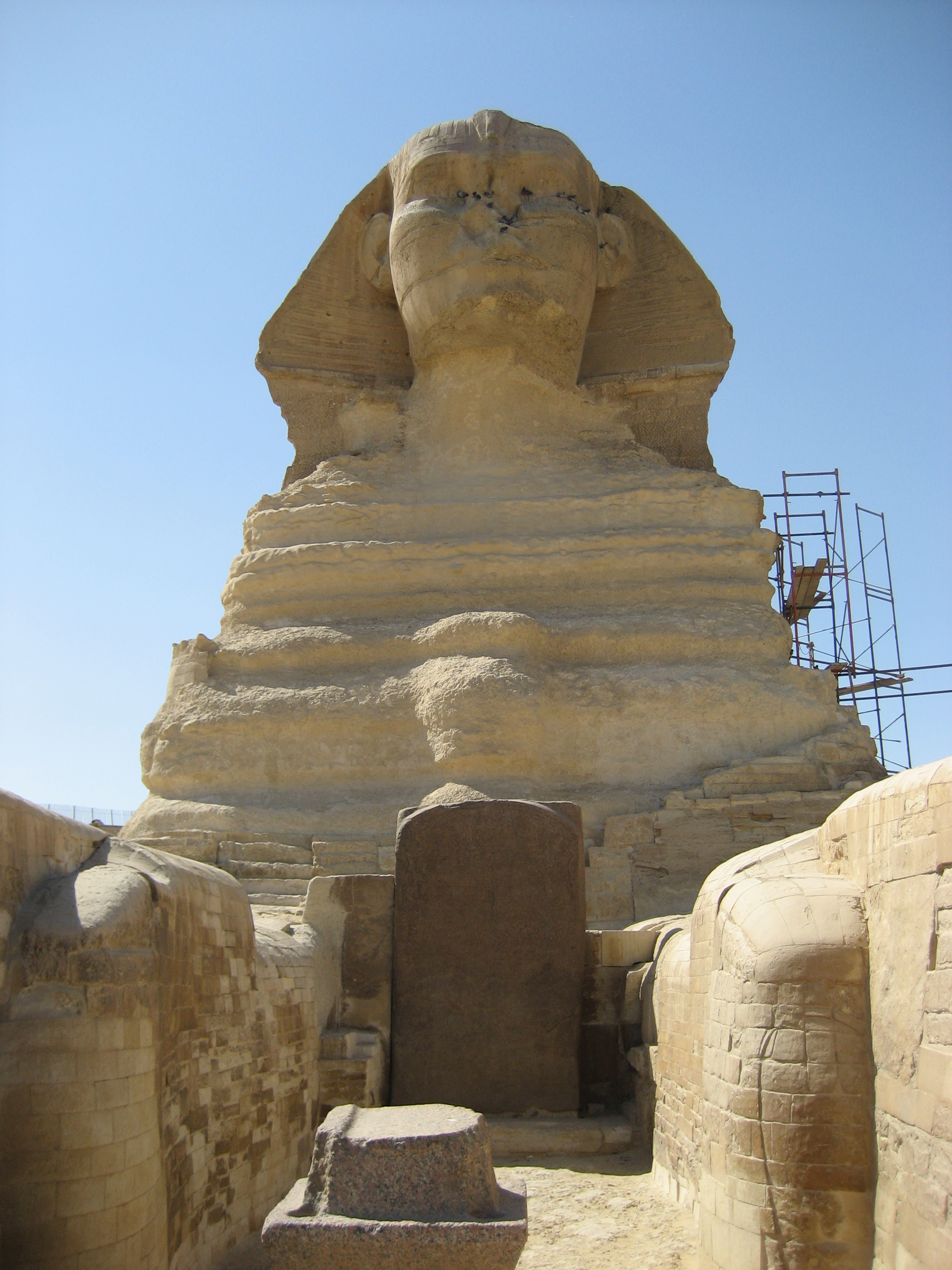
Стела «Dream Stele» Тутмоса IV между лап Сфинкса.

В целом, Гизехский некрополь сохранился со времён Древнего царства до наших дней без значительных изменений. Среди более поздних построек можно отметить небольшой храм, возведённый Аменхотепом II (годы правления 1428—1397 гг. до н. э., XVIII династия). Храм был построен недалеко от Сфинкса к северо-востоку и в дальнейшем полностью засыпан. Примерно над ним была возведена ещё одна постройка уже по окончании Нового царства. Ещё одним стоящим внимания сооружением является стела Тутмоса IV (годы правления 1397—1388 гг. до н. э.), так называемая «Dream Stele» (англ. Dream Stele). Стела была установлена прямо между лап Сфинкса. В период Саисской династии был возведён храм богини Исиды к востоку от пирамиды Хеопса. Также в поздние времена устраивались захоронения в разных местах некрополя, однако все они не привели хоть к сколько-нибудь существенным изменениям в комплексе.
В период средневековья большое количество облицовочного камня из некрополя было использовано для строительства в развивающемся Каире.

## История исследований некрополя
В 19 веке начинаются работы по исследованию территории некрополя. Французский египтолог Огюст Мариет (1821—1881) проводит работы по расчистке Сфинкса, однако спустя некоторое время статую вновь заносит. С 1842 года работу на плато начинает выдающийся немецкий египтолог и археолог Карл Рихард Лепсиус. Он раскапывает несколько гробниц и добивается разрешения вывезти покрытые рисунками и надписями блоки в Германию. Ему удаётся проникнуть внутрь пирамиды Хеопса, им же составляются одни из первых планов некрополя.
В начале 1880-х годов к пирамидам приезжает крупный английский археолог Флиндерс Питри. Он озадачен вопросом обмеров пирамид. В то время общественность впервые была взбудоражена слухами о необычных свойствах пирамиды Хеопса, о том, что якобы в её размерах заложена формула вычисления размеров Земли. Питри с энтузиазмом принимается за дело, создаёт на плато триангуляционную сеть и производит замеры с потрясающей для своего времени точностью. Попутно он исследует несколько захоронений, при этом сооружает в одной из заброшенных гробниц себе ночлег, иногда пугая туристов, неожиданно появляясь среди развалин в ярком нижнем белье.
С конца 19 века начинается золотой век в исследовании Гизы. Множество археологов из различных стран, принадлежащих к различным научным школам, принимают участие в одном из величайших мероприятий археологии. Среди наиболее значительных, внёсших наибольший вклад в открытие тайн древнеегипетского ансамбля, были американский археолог Джордж Эндрю Рейснер, немецкие египтологи Георг Штайндорф (англ. Georg Steindorff) и Херман Юнкер, а также египтянин Селим Хассан.